# Fran Bradač
Fran Bradač, slovenski klasični filolog, slovaropisec, prevajalec, * 15. junij 1885, Jama pri Dvoru, † 2. maj 1970, Ljubljana. 

## Življenje in delo
Študiral je na Dunaju, doktoriral 1920 v Zagrebu in študije nadaljeval v Pragi in Berlinu. Od 1923 do prisilne upokojitve 1945 je predaval (sprva kot docent, od 1936 kot izredni profesor) klasično filologijo na ljubljanski Filozofski fakulteti. Skupaj z 
J. Osano je izdal doslej edino grško gramatiko v slovenščini. Napisal je tudi grško vadnico, sestavil slovar tujk, ter več čeških, latinskih in nemških slovarjev. V slovenščino je prevedel vrsto pomembnih antičnih pesnitev in komedij, veliko pa je prevajal tudi iz sodobnih jezikov: iz češčine (J. Haška, K. Čapka) in nemščine (H. Manna, E. Kästnerja in druge).